# Präsidentschaftswahl in der Republik Moldau 2016
Die Präsidentschaftswahl in der Republik Moldau 2016 war die erste direkte Wahl des Präsidenten von Moldau seit 1996. Im zweiten Wahlgang wurde Igor Dodon (PSRM) zum Präsidenten gewählt.

## Vorgeschichte
Nach der Unabhängigkeit der Republik Moldau hatte es 1991 und 1996 Direktwahlen gegeben. Danach wurde der Präsident nach einer Gesetzesänderung vom Parlament gewählt. Diese Änderung wurde im März 2016 vom moldauischen Verfassungsgericht für verfassungswidrig erklärt.

## Kandidaten
Bei Umfragen vor der Wahl galt Igor Dodon (PSRM) als Favorit. Dahinter folgten Maia Sandu (PAS) und Marian Lupu (PDM). Kurz vor der Wahl erklärte Marian Lupu jedoch seinen Rückzug.

## Ergebnisse
Der erste Wahlgang fand am 30. Oktober 2016 statt. Igor Dodon erhielt 48,23 % und Maia Sandu bekam 38,42 % der Stimmen. Die restlichen Stimmen verteilten sich auf die anderen sieben Bewerber. Die Wahlbeteiligung lag bei 49,03 %. Junge und Personen aus städtischen Gebieten hatten für die überraschend erfolgreiche Maia Sandu gestimmt. Im autonomen Gebiet Gagausien holte der pro-russische Sozialistenchef Igor Dodon hingegen 91 Prozent der Stimmen während es bei Dodons Stimmenüberhang bei Wählern aus Transnistrien Unklarheiten gab.
Der zweite Wahlgang fand am 13. November 2016 statt. Dabei erhielt Igor Dodon 52,11 % (834.081 Stimmen) und Maia Sandu 47,89 % (766.593 Stimmen). Die Wahlbeteiligung lag bei 53,45 %.
| Kandidaten                                                      | Kandidaten         | Parteien                                   | 1. Wahlgang | 1. Wahlgang | 2. Wahlgang | 2. Wahlgang |
| Kandidaten                                                      | Kandidaten         | Parteien                                   | Stimmen     | %           | Stimmen     | %           |
| --------------------------------------------------------------- | ------------------ | ------------------------------------------ | ----------- | ----------- | ----------- | ----------- |
|                                                                 | Igor Dodon         | Partei der Sozialisten der Republik Moldau | 680.550     | 48,0        | 834.081     | 52,1        |
|                                                                 | Maia Sandu         | Partidul Acțiune și Solidaritate           | 549.152     | 38,7        | 766.593     | 47,9        |
|                                                                 | Dumitru Ciubaşenco | Partidul Nostru                            | 85.466      | 6,0         |             |             |
|                                                                 | Iurie Leancǎ       | Partidul Popular European din Moldova      | 44.065      | 3,1         |             |             |
|                                                                 | Mihai Ghimpu       | Liberale Partei                            | 25.490      | 1,8         |             |             |
|                                                                 | Valeriu Ghileţchi  | Parteilos                                  | 15.354      | 1,1         |             |             |
|                                                                 | Maia Laguta        | Parteilos                                  | 10.712      | 0,8         |             |             |
|                                                                 | Silvia Radu        | Parteilos                                  | 5.276       | 0,4         |             |             |
|                                                                 | Ana Guțu           | Dreapta                                    | 2.453       | 0,2         |             |             |
| Gesamt                                                          | Gesamt             | Gesamt                                     | 1.418.518   | 100         | 1.600.674   | 100         |
|                                                                 |                    |                                            |             |             |             |             |
| Ungültige Stimmen                                               | Ungültige Stimmen  | Ungültige Stimmen                          | 22.215      | 1,5         | 13.349      | 0,8         |
| Wähler                                                          | Wähler             | Wähler                                     | 1.440.733   | 49,2        | 1.614.023   | 53,5        |
| Wahlberechtigte                                                 | Wahlberechtigte    | Wahlberechtigte                            | 2.929.694   |             | 3.019.495   |             |
|                                                                 |                    |                                            |             |             |             |             |
| Quellen: Comisia Electorală Centrală, 1. Wahlgang – 2. Wahlgang |                    |                                            |             |             |             |             |